# Konispol
Konispol es un municipio y villa de Albania, el más meridional del país. Se sitúa junto a la frontera con la República Helénica, en el condado de Vlorë. Se formó en la reforma local de 2015 mediante la fusión de los antiguos municipios de Konispol, Markat y Xarrë, que pasaron a ser unidades administrativas. El ayuntamiento tiene su casa consistorial en la villa de Konispol. La población total es de 8245 habitantes (censo de 2011), en un área total de 221.88 km². La población en sus límites de 2011 era de 2123 habitantes. La unidad administrativa de Konispol incluye, además de la villa, el pueblo de Çiflik.
Su economía se basa en la agricultura y viticultura. La villa está habitada principalmente por camerios, los albaneses de Cameria, siendo el centro cultural de dicho subgrupo de albaneses en territorio albanés. En el municipio también viven otros albaneses, griegos y arumanos.
El topónimo Konispol deriva de kon'c (коньць) y polya (поля), palabras eslavas para fin y campo refiriéndose al lugar donde termina el campo.